# Campionati panamericani di ciclismo su strada
I Campionati panamericani di ciclismo su strada sono una competizione di ciclismo su strada organizzata dalla Confederazione Panamericana del Ciclismo, (sp.: Confederación Panamericana de Ciclismo) (COPACI), in cui concorrono ciclisti facenti parte dei Paesi membri della COPACI stessa. Si disputano gare in linea e a cronometro) in due categorie: Under-23 e Elite.

## Campioni in carica
aggiornati all'edizione 2022
| Uomini Elite    | Uomini Elite        |
| --------------- | ------------------- |
| In linea        | Emiliano Contreras  |
| Cronometro      | Rodrigo Contreras   |
| Uomini Under-23 |                     |
| In linea        | Nicolas David Gómez |
| Cronometro      | Juan Manuel Barboza |

| Donne Elite | Donne Elite     |
| ----------- | --------------- |
| In linea    | Arlenis Sierra  |
| Cronometro  | Lilibeth Chacón |

## Storia
La prima edizione si disputò nel 1974 a Cali, in Colombia. Sino al 2004 il campionato veniva disputato una volta ogni due anni. Attualmente viene corso annualmente.
Nel 2005 furono creati i Circuiti continentali UCI e le gare maschili Elite entrarono a far parte del circuito UCI America Tour, come categoria CC (Continental Championnats).
Assieme alle corse su strada si disputano anche i campionati panamericani di ciclismo su pista.

## Formato
Attualmente le prove su strada del campionato panamericano si svolgono ogni anno tra maggio e giugno nello spazio di quattro giorni. Nel primo giorno le prove a cronometro femminile Elite, maschile Under-23 e maschile Elite. Dopo la pausa del secondo giorno, nel terzo giorno si effettuano la corsa in linea femminile Elite e la corsa in linea maschile Under-23. Il quarto giorno è dedicato alla gara in linea maschile Elite.

## Edizioni
| Anno | Nazione         | Città              |
| ---- | --------------- | ------------------ |
| 1974 | Colombia        | Cali               |
| 1976 | Venezuela       | San Cristóbal      |
| 1978 | Rep. Dominicana | Santo Domingo      |
| 1980 | Cile            | Santiago del Cile  |
| 1981 | Colombia        | Medellín           |
| 1982 | Brasile         | San Paolo          |
| 1984 | Colombia        | Medellín           |
| 1986 | ?               | -                  |
| 1988 | Colombia        | Medellín           |
| 1990 | Colombia        | Duitama            |
| 1992 | Ecuador         | Quito              |
| 1994 | Cile            | Curicó             |
| 1996 | Venezuela       | Puerto La Cruz     |
| 1997 | Colombia        | Cali               |
| 1998 | Colombia        | Cali               |
| 2000 | Colombia        | Bucaramanga        |
| 2001 | Colombia        | Medellín           |
| 2002 | Ecuador         | Quito              |
| 2004 | Venezuela       | San Carlos         |
| 2005 | Argentina       | Mar del Plata      |
| 2006 | Brasile         | Cabreúva           |
| 2007 | Venezuela       | Valencia           |
| 2008 | Uruguay         | Montevideo         |
| 2009 | Messico         | Tlaxcala           |
| 2010 | Messico         | Aguascalientes     |
| 2011 | Colombia        | Medellín           |
| 2012 | Argentina       | Mar del Plata      |
| 2013 | Messico         | Zacatecas          |
| 2014 | Messico         | Puebla de Zaragoza |
| 2015 | Messico         | León               |
| 2016 | Venezuela       | Táchira            |
| 2017 | Rep. Dominicana | Santo Domingo      |
| 2018 | Argentina       | San Juan           |
| 2019 | Messico         | Pachuca            |
| 2020 | annullati       | annullati          |
| 2021 | Rep. Dominicana | Santo Domingo      |
| 2022 | Argentina       | San Juan           |

## Albo d'oro
Cronometro
- Cronometro individuale, categoria Uomini Elite (1994-oggi)
- Cronometro individuale, categoria Uomini Under-23 (1997-oggi)
- Cronometro individuale, categoria Donne Elite (1994-oggi)

Gara in linea
- Corsa in linea, categoria Uomini Elite (1974-oggi)
- Corsa in linea, categoria Uomini Under-23 (1997-oggi)
- Corsa in linea, categoria Donne Elite (1988-oggi)